# Liste der Biografien/Koa
Liste der Biografien |
Portal Biografien |
Personensuche
# |
A |
B |
C |
D |
E |
F |
G |
H |
I |
J |
K |
L |
M |
N |
O |
P |
Q |
R |
S |
T |
U |
V |
W |
X |
Y |
Z |
?
 
Ka |
Kb |
Kc |
Kd |
Ke |
Kf |
Kg |
Kh |
Ki |
Kj |
Kl |
Km |
Kn |
Ko |
Kp |
Kr |
Ks |
Kt |
Ku |
Kv |
Kw |
Ky |
Kx |
Kz
 
Koa |
Kob |
Koc |
Kod |
Koe |
Kof |
Kog |
Koh |
Koi |
Koj |
Kok |
Kol |
Kom |
Kon |
Koo |
Kop |
Kor |
Kos |
Kot |
Kou |
Kov |
Kow |
Kox |
Koy |
Koz
Die Liste der Biografien führt alle Personen auf, die in der deutschsprachigen Wikipedia einen Artikel haben. Dieses ist eine Teilliste mit 13 Einträgen von Personen, deren Namen mit den Buchstaben „Koa“ beginnt.

## Koa

### Koae
- Koaeana, Nteboheleng (* 1979), lesothische Leichtathletin

### Koah
- Koaho, Mpho (* 1979), kanadischer Schauspieler mit südafrikanischen Wurzeln

### Koai
- Koaik, Eduardo (1926–2012), brasilianischer Geistlicher, römisch-katholischer Bischof von Piracicaba

### Koal
- Koal, Werner (1939–1990), deutscher Maler und Skulpteur
- Koala, Fatoumata (* 2000), burkinische Sprinterin
- Koala, Marthe (* 1994), burkinische Leichtathletin
- Koale, Beulah (* 1992), neuseeländischer SchauspielerBeulah Koale (* 1992)

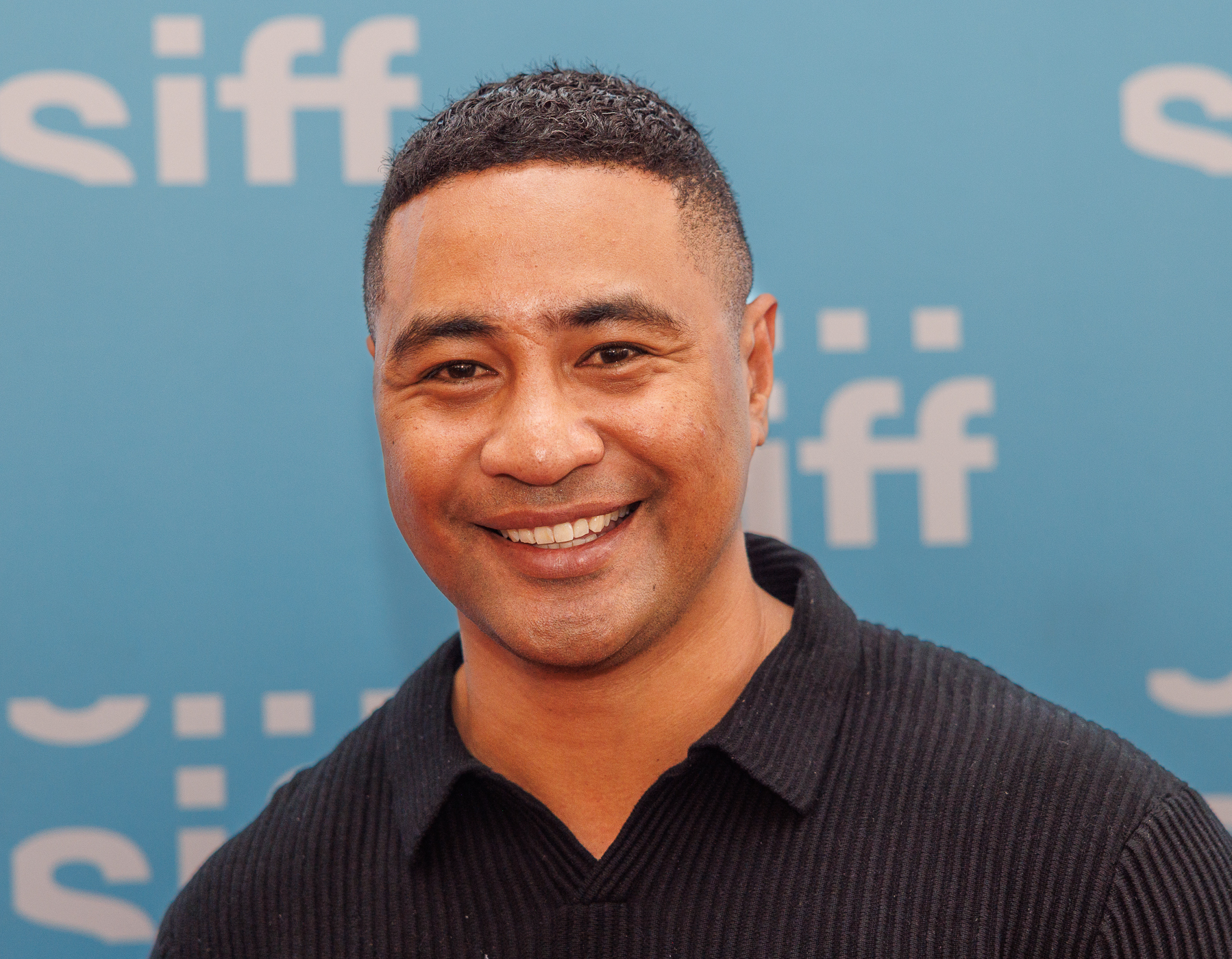
Beulah Koale (* 1992)

- Koall, Robert (* 1972), deutscher Dramaturg

### Koan
- Kōan (427 v. Chr.–291 v. Chr.), 6. Tennō von Japan (392 v. Chr.–291 v. Chr.)
- Koanapo, Johnny, vanuatuischer Politiker
- Koanda, Solfrid (* 1998), norwegische Gewichtheberin

### Koar
- Koark, Anne (* 1963), britische Schriftstellerin

### Koas
- Koasa, Seiko (* 1983), japanische Skispringerin